# 未来はみないで
「未来はみないで」（みらいはみないで）は、2020年3月13日に発売された、THE YELLOW MONKEYの配信シングル。

## 概要
本曲は再集結後初の新曲として出る予定であったが、直前に「ALRIGHT」が完成したためリリースを遅らせた。
BELIEVER会員限定の「Memorial Gift」として本曲のみ収録されたCDが送られ、30th Anniversary DOME TOURの名古屋公演終演後に流れた後、次の大阪公演にて初披露された。
この曲をもっと広く知ってほしいというファンの声に導かれ、リリースに至った。
2024年発売の10枚目のオリジナルアルバム『Sparkle X』には未収録であったが、『Sparkle X -Complete Box-』のDisc2にて2024 Remasterとして収録された。

## ミュージック・ビデオ
ロケーションは雪の大地。ロシア文化圏で古代から行われている、冬の終わりと春の到来を祝う祭り「マースレニツァ」（Maslenitsa）の燃焼行事が映し出され、ミュージック・ビデオが始まる。
監督は映像作家の丸山健志。